# Caso Mirassol
O Caso Mirassol refere-se à suposta abdução do segurança brasileiro Antonio Carlos Ferreira, ocorrida em uma fábrica de móveis em Mirassol, São Paulo - seu local de trabalho - no dia 28 de julho de 1979.

## Os encontros
De acordo com seu relato, Antonio estava em seu local de trabalho às 3 da manhã, quando três figuras humanóides se aproximaram e o tranquilizaram com uma arma que disparava raios de luz. Os seres então teriam levado-o a uma pequena nave que o carregou a uma nave maior. Uma vez no interior da nave, Antonio diz ter sido posicionado de frente a um dispositivo semelhante a uma televisão e viu uma série de imagens, antes de ser forçado a fazer sexo com uma alienígena feminina. Depois, ele foi tranquilizado novamente e levado de volta ao local de onde foi raptado.
Antonio descreveu seus raptores como seres de cerca de 1,20 metros de altura com orelhas pontudas, olhos salientes e bocas humanas. Eles não possuíam sobrancelhas ou cílios e falavam em uma língua levemente parecida com japonês. Alguns também foram descritos como claros de pele e tinham cabelos negros, compridos e longos. ele descreveu a nave como esférica com três pernas na parte de baixo, com um interior iluminado por luzes vermelhas e verdes, que ficavam mais intensas conforme se aproximavam do teto da espaçonave.
Antonio diz ter encontrado os alienígenas de novo em 1982. Dessa vez, a nave teria pousado perto dele, e a mulher com quem ele fez sexo e uma aparente criança alienígena o observaram. Antonio ainda diz ter tido mais um encontro no final daquele ano, no qual ele foi novamente levado ao interior de uma nave por um raio de luz verde antes de ter uma substância amarelada injetada em seu corpo. Encontrou-se então com os dois alienígenas de antes (a mulher e a criança), e desconfiou que a criança era seu filho. Outros encontros se sucederam, totalizando 16 casos no período de 1979 a 1989.